# Alice nelle città
Alice nelle città (Alice in den Städten) è un film del 1973 diretto da Wim Wenders.
Filmato in bianco e nero, è il primo capitolo della "trilogia della strada" firmata dal regista di Düsseldorf e realizzata a metà degli anni settanta. Questa saga cinematografica comprende anche Falso movimento (1975) e Nel corso del tempo (1976).

## Trama
Philip Winter è un giornalista tedesco, deluso dagli Stati Uniti d'America dopo un viaggio di lavoro. Proprio quando sta per lasciare il suolo americano per tornare in patria, incontra all'aeroporto Lisa, una connazionale con una bambina di 9 anni. La donna chiede a Philip di tenere compagnia alla bambina mentre lei tenta di riconciliarsi con il compagno. Le cose vanno per le lunghe e dunque Lisa chiede all'uomo di prendere l'aereo per Amsterdam con sua figlia Alice. La donna avrebbe dovuto raggiungerli il giorno seguente ma così non avviene. Muniti di una sola fotografia, i due lasceranno Amsterdam e viaggeranno per varie città della Germania per trovare la nonna della ragazzina.

## Produzione
Il film è stato girato in ordine cronologico iniziando nella Carolina del Nord, proseguendo fino a New York, proseguendo poi ad Amsterdam e finendo in Germania, a Wuppertal principalmente, per tutta l'estate del 1973.
Secondo Wenders, con Alice in the Cities, il suo quarto lungometraggio, era arrivato a una svolta importante, un tentativo consapevole di fare qualcosa che solo lui poteva fare.

## Cameo
Wim Wenders ha un cameo nel film: nella scena che si svolge nel caffè in South Carolina, è in piedi accanto al jukebox.

## Omaggi cinematografici
Su un giornale Felix legge la notizia della morte di John Ford.

## Un road-movie
(Wim Wenders, in Jan Dawson, An interview with Wim Wenders, 1976)
I personaggi di Wenders iniziano un viaggio in seguito a un evento che incrina il loro rapporto col mondo: il viaggio avvia la ricerca di una identità che faccia loro ritrovare il senso dell'esistenza. L'emozione del viaggio è evocata a livello visivo dalla presenza di luoghi come gli aeroporti, le stazioni ferroviarie, i cartelli stradali; dal ricorrente utilizzo di ogni sorta di mezzo di trasporto, da immagini che trasmettono la sensazione visiva e uditiva del movimento.

## Musica
La colonna sonora originale è del gruppo tedesco Can. Durante le riprese si possono sentire interpretazioni di Deep Purple con Smoke on the Water, Rolling Stones con Midnight Rambler e Angie Canned Heat con On the Road Again. Philip partecipa inoltre a un concerto di Chuck Berry.